# Szabad Demokraták Szövetsége – a Magyar Liberális Párt
Szabad Demokraták Szövetsége – a Magyar Liberális Párt (på dansk: "Alliancen af frie demokrater – Ungarns liberale demokrati"), SzDSz) er et liberalt ungarsk parti som tidligere har været repræsenteret i Ungarns parlament, ledet af János Kis. Partiet er medlem af European Liberal Democrat and Reform Party. Partiet får det meste af sin støtte og opbakning fra Budapest.

## Historie
Partiet blev grundlagt i november 1988 som oppositionsparti til kommunistene og samler primært støtte fra middelklassen, liberale intellektuelle og entreprenører. Partiet kom på andenpladsen ved det første post-kommunistiske valg i 1990, i det partiet blev slået af det kristennationale Magyar Demokrata Fórum (MDF). Efter at MDF mistet regeringsmagten i kølvandet på parlamentsvalget i 1994, overraskede SZDSZ mange ved at gå i regering med Magyar Szocialista Párt (MSZP), efterfølgerpartiet til det kommunistiske Magyar Szocialista Munkáspárt (MSZMP).
Partiets storhedstid anses for at være over efter at partiet tabte mange stemmer ved parlamentsvalget i 1998, der partiet fik kun omkring en tredjedel af de stemmer det fik ved det foregående valget. Valgene i 2002 og 2006 har kun bekræftet dette. I dag er partiet efter Ungarns parlamentsvalget i 2010 ikke længere præsenteret i Ungarns parlament.

## Parlamentarisk repræsentation
| år   | mandater i procent | mandater | stemmer   | status        |
| ---- | ------------------ | -------- | --------- | ------------- |
| 1990 | 23.83%             | 92       | 1,168,234 | opposition    |
| 1994 | 17.88%             | 69       | 965,401   | i regering    |
| 1998 | 6.22%              | 24       | 344,352   | opposition    |
| 2002 | 5.57%              | 20       | 313,084   | i regering    |
| 2006 | 5.18%              | 20       | 351,612   | i regering    |
| 2010 | 0,25%              | 0        | 12,652    | ikke indvalgt |